# Aleksander Maria Szeptycki
Aleksander Maria Dominik Szeptycki (ur. 4 sierpnia 1866 w Przyłbicach, zm. 19 czerwca 1940 w Zamościu) – polski ziemianin.

## Życiorys
Był wyznania rzymsko–katolickiego. Był synem hrabiego Jana Kantego Remigiana Szeptyckiego (1836–1912) i Zofii Ludwiki Cecylii Konstancji Szeptyckiej, hrabianki Fredro (1837–1904), córki Aleksandra Fredry. Brat błogosławionego Klemensa (Kazimierza Marii) (archimandryty Studytów), Stanisława (generała Wojska Polskiego), Andrzeja (Romana Aleksandra Marii) (metropolity lwowskiego obrządku wschodniego) i Leona (ziemianina)..
1 października 1893 roku poślubił w Sumówce na Podolu Izabellę Sobańską (1870-1933) córkę Kazimierza i Marii z Potulickich. Mieli siedmioro dzieci.
Właściciel dóbr Łaszczów, Grodysławice, Pukarzów, Zimno, Czerkasy, Podhajce, Nadolce, Hopkie, Ruda Żelazna oraz Łabunie. Fundator wraz z żoną zakonu Sióstr Franciszkanek Misjonarek Maryi, którym podarował w 1922 roku łabuński pałac wraz z parkiem i gospodarstwem rolnym.
W 1937, jako prefekt Sodalicji Mariańskiej ziemi zamojskiej, został odznaczony papieskim orderem Pro Ecclesia et Pontifice.
Był teściem błogosławionego Stanisława Kostki Starowieyskiego.
Został zamęczony przez Gestapo 19 czerwca 1940 roku w Rotundzie Zamojskiej – niemieccy oprawcy kazali mu biegać bez ustanku, aż umarł na zawał serca. Był on jedną z ofiar skierowanej przeciw polskim elitom niemieckiej Akcji AB.